# Rio Rancho
Rio Rancho, no subúrbio de Albuquerque, é a maior cidade e centro financeiro do Condado de Sandoval, no estado americano do Novo México. Foi fundada em 1961.
A empresa Intel é o maior empregadora da cidade.

## Geografia
De acordo com o United States Census Bureau, a cidade tem uma área de 268,5 km², onde 267,7 km² estão cobertos por terra e 0,8 km² por água.

## Demografia
Segundo o censo nacional de 2010, a sua população é de 87 521 habitantes e sua densidade populacional é de 326,97 hab/km². É a terceira cidade mais populosa do Novo México. Possui 33 964 residências, que resulta em uma densidade de 126,89 residências/km².